# Варсаме, Ясмин
Ясмин Варсаме (сомал. Yasmiin Warsame; род. 5 мая 1976, Могадишо) — сомалийско-канадская модель и активистка. В 2004 году  была названа «Самой привлекательной канадкой» по результатам опроса журнала Fashion.

## Биография
Родилась в Могадишо, Сомали, в 1976 году. Мусульманка. Когда ей было пятнадцать лет, вместе с семьей переехала в Торонто, Онтарио, Канада. В 2000 году начала работать моделью в компании Ford Models в Торонто, опубликована в каталоге Sears. Летом 2002 года, после перехода в NEXT Models Canada, появилась на обложке журнала Lush Magazine, сфотографирована модным фотографом Коби Инком и направилась в Париж. В декабре 2011 года была представлена в качестве модели на обложке YYZ Living, а затем и в журнале моды Flare в 2012 году.

## Карьера
Работала в таких агентствах, как SHOK Models, NEXT Toronto/Montreal, NEXT Paris, NEXT London, IMG New York, View Barcelona и Tony Jones Amsterdam. Была на обложках журналов итальянского и американского Vogue, американского и британского Elle, а также журналов Amica и Surface. Также участвовала в показах модной готовой одежды от Кристиана Диора до Жана-Поля Готье. Кроме того, провела рекламные кампании для Valentino, Dolce & Gabbana, Escada, Hermès, Shiseido, Chanel, Gap и H&M.
В 2007 году стала судьей второго сезона канадского реалити-шоу «Canada's Next Top Model».
В 2021 году получила свою первую актёрскую роль в фильме Хадара Айдеруса Ахмеда «Жена могильщика».

## Личная жизнь
В настоящее время живет в Нью-Йорке и Торонто и подписала контракт с IMG Models.